# Vechte (Naturschutzgebiet)
Koordinaten: 52° 4′ 52″ N, 7° 13′ 22″ O
Das Naturschutzgebiet Vechte liegt auf dem Gebiet der Gemeinde Schöppingen im Kreis Borken in Nordrhein-Westfalen.
Das aus zwei Teilflächen bestehende Gebiet erstreckt sich nordwestlich, westlich, südwestlich und südlich des Kernortes Schöppingen entlang der Vechte und ihrer Quellflüsse Rockeler Bach und Burloer Bach. Die Landesstraßen L 570, L 579 und L 582 kreuzen das Naturschutzgebiet. Östlich des Gebietes erstreckt sich das 193,3 ha große aus zwei Teilflächen bestehende Landschaftsschutzgebiet Herrenholz und Schöppinger Berg und südlich das 223,3 ha große Naturschutzgebiet Wald bei Haus Burlo (Kreis Coesfeld).

## Bedeutung
Für Schöppingen ist seit 1997 ein rund 130,6 ha großes Gebiet unter der Kenn-Nummer BOR-067 als Naturschutzgebiet ausgewiesen.